# Rajania ovata
Rajania ovata är en enhjärtbladig växtart som beskrevs av Olof Swartz. Rajania ovata ingår i släktet Rajania och familjen Dioscoreaceae. Inga underarter finns listade i Catalogue of Life.